# Miklós Rózsa

Miklós Rózsa (Budimpešta, 18. travnja 1907. – Los Angeles, 27. srpnja 1995.) bio je mađarsko-američki skladatelj, koji se školovao u Njemačkoj (1925. – 1931.), a bio je aktivan u Francuskoj (1931. – 1935.), Ujedinjenom Kraljevstvu (1935. – 1940.) i Sjedinjenim Američkim Državama (1940. – 1995.), a od 1953. godine često je duže vrijeme provodio u Italiji. Najpoznatiji je po svojih gotovo sto glazbenih filmskih ostvarenja, ali je ipak održavao čvrstu privrženost apsolutnoj koncertnoj glazbi, tijekom onoga što je nazivao svojim „dvostrukim životom”.
Rođen u Budimpešti. S klasičnom i narodnom glazbom, upoznala ga je njegova majka Regina Berkovic židovskoga porijekla, pijanistica koja je studirala s učenicima Franca Liszta i njegov otac Gyula, dobrostojeći industrijalac i zemljoposjednik koji je volio mađarsku narodnu glazbu.
Njegov ujak Lajos Berkovic, violinist iz Budimpeštanske opere, predstavio je mladom Miklósu njegov prvi instrument, kada je imao pet godina. Kasnije je isto tako studirao violu i klavir.
Želio je studirati glazbu u Njemačkoj. Na Svečilištu u Leipzigu upisao se 1925. godine, kako bi studirao kemiju po nalogu svog oca. Odlučivši da postane skladatelj, sljedeće godine prebacio se u Konzervatorij u Leipzigu. Tamo je studirao kompoziciju kod Hermanna Grabnera, bivšeg učenika Maxa Regera. Također je studirao zbornu glazbu u crkvi sv. Tome u Leipzigu, gdje je Johann Sebastian Bach nekada bio orguljaš. 
Postigao je rani uspjeh u Europi svojim orkestralom „Theme, Variations, and Finale” iz 1933. godine, a u filmskoj se industriji istakao u filmovima kao što su: Četiri pera (1939.) i Bagdadski lopov (1940). Posljednji projekt doveo ga je u Ameriku, kada je zbog rata produkcija prebačena iz Velike Britanije, a Rózsa je ostao u SAD-u postajući američki državljanin 1946. godine.
Njegova zapažena holivudska karijera donijela mu je značajnu slavu, dobivši 17 nominacija za Oscara, uključujući tri uspjeha za filmove Začarana (1945.), Dvostruki život (1947.) i Ben-Hur (1959.), dok su njegove koncertne radove podržali umjetnici kao što su: Jascha Heifetz, Gregor Piatigorsky i János Starker.